# 持久性
持久性（英語：Durability）定義了数据库系統中保證已提交的資料庫交易（transactions）將永久存在。持久性是ACID（原子性、一致性、隔離性、持久性）四大屬性之一。例如，如果一個航班已回傳一個機位已成功預訂，那麼即使系統崩潰，該座位仍然保持預訂狀態。為實現其特性，可以通過在確認提交之前，將資料庫交易的日誌記錄更新到非揮發性記憶體中來實現持久性。
在分散式交易中，所有參與的服務器必須協調才能確認提交，這通常由二阶段提交完成。
許多数据库管理系统通過將資料庫交易寫入交易日誌（Transaction log）來實現持久性，只有在將交易輸入日誌後，此次的資料庫交易才被視為已提交。如果未來資料庫發生任何故障，交易日誌將用以還原其系統狀態。